# Ichthyophis supachaii
Ichthyophis supachaii là một loài ếch giun thuộc chi Ichthyophis, Họ Ếch giun. Loài này được tìm thấy ở tỉnh Nakhon Si Thammarat và Trang, Thái Lan và có thể ở Malaysia. Môi trường sinh sống của chúng ở các khu vực nhiệt đới và cận nhiệt đới, trong các ao hồ, sông, vùng ngập nước. Loài này đang bị đe doạ vì mất môi trường sống thích hợp.
Năm 1958, 7 tiêu bản đã được Edward Harrison Taylor tìm thấy trong rừng ở miền nam Thái Lan. 